# Vocario
Vocario (neulatein, klassisch wohl Vocarium) war der Name einer römischen Siedlung in der Provinz Noricum. 
Aufgrund der Aufzeichnungen in der Tabula Peutingeriana (12. Jh., nach einer wohl karolingischen Tradition einer spätrömischen Originalkarte) ist es eine Poststation (Mansio) auf der wichtigen Alpentransversale Aquilea – Virunum–Iuvavum, der Strecke Iuvavum (Salzburg) – Cuculle (Kuchl) – Vocario – Ani (Altenmarkt/Pongau) – In Alpe (Tauernpass) – Immurium (Unternberg/Lungau) – Virunum (Gemeinde Magdalensberg/Kärnten). Die Station wird auf dem Gebiet der Gemeinde Pfarrwerfen vermutet. Auch Hüttau wird vermutet (Pillwein). Es dürfte sich um einen wichtigeren Brückenort gehandelt haben, an dem auch die Straßen in den inneren Pongau und Pinzgau angebunden waren, daher wird das Dorf Pfarrwerfen angenommen.
Hubert Vogel verfolgt in seinem Werk Vom viertausendjährigen Karlstein eine andere These. Denn die römische Siedlung in Fager (heutiges Karlstein bei Bad Reichenhall) verfügte über eine ähnliche Größe wie z. B. die Siedlung in Seebruck (Bedaium). Der Reichtum der Siedlung durch die Solequellen von Bad Reichenhall erklärt auch die umfangreiche Besiedelung, die schon in der Bronzezeit bestand, während Reichenhall zu dieser Zeit keine bisher bekannten Wohnstätten aufweist. Fager stellte zudem einen wichtigen Knotenpunkt der keltischen Handelswege und später der Römerstraßen am Voralpenrand dar. Römische Inschriften, die aus einer weiteren Siedlung im drei Kilometer entfernten Kirchberg stammen, untermauern diese Vermutung. Vogel stellt zudem dar, dass die Peutingertafel alleine als Grundlage für die Lokalisierung von römischen Ortschaften nicht ausreichend ist, denn dieses Werk weist mehrere Fehler auf. Wären Kuchl und Vocario bei der Erstellung oder Kopie (wie auch andere Orte in der Karte) vertauscht worden, würde dies eindeutig für Fager als römisches Vocario sprechen. Vogel führt auch an, dass im Gegensatz zu Karlstein in Pfarrwerfen eine entsprechend große römische Siedlung fehlt. Auch wird die Namensherkunft Vocario = Fager vom Autor als sehr wahrscheinlich angesehen.